# Svartmunnad smörbult
Svartmunnad smörbult (Neogobius melanostomus) är en fisk i familjen smörbultar som ursprungligen finns i och kring Kaspiska havet men som på ett invasivt sätt spritt sig till stora delar av Europa och Nordamerika. Den nådde Finland 2005 och Sverige 2008.

## Beskrivning
Den svartmunnade smörbulten är en relativt liten fisk med en längd upp till 30 cm. I Sverige är längden vanligen 13 till 14 cm för honor, och 17 till 18 cm för hanar. De populationer som lever i Nordamerika blir dock högst 18 cm långa. Färgen är jämngrå hos de unga fiskarna, senare tillkommer svarta och bruna fläckar. Ryggfenorna är vita till grönaktiga och den främre har en svart fläck i bakre kanten. Bukfenorna är som hos alla smörbultar sammanvuxna. Den har ett kraftigt huvud med tjocka läppar och ögonen är stora och utstående som hos en groda. Hanen blir helsvart under parningstiden, ibland med vita kanter på fenorna.

## Ekologi
Arten är en bottenlevande fisk som främst lever på grunt vatten bland stenar , tångruskor och andra föremål, men kan även finnas i musselbankar och hamnområden. Den går dock vanligen ner till ett djup av 50 till 60 m under vintern. Dess naturliga miljö är brackvatten, men den klarar sig bra även i rent sötvatten, även förorenat sådant. Den kan även vandra upp i sötvatten.
Dieten består främst av musslor, något som är ovanligt bland fiskarter i Östersjön, men även av mindre kräftdjur, maskar och mindre ﬁskar. Den kan även ta rom av andra fiskar. Själv utgör den föda åt större rovfiskar som abborre, torsk, gös, piggvar och gädda. Arten blir upp till 4 år gammal.

### Fortplantning
Hanen blir i regel könsmogen vid en ålder av 3 till 4 år, honan vid 2 till 3 års ålder. I Sverige har dock hanar påträffats som var könsmogna redan vid 2 års ålder. Arten leker i april till september i flera omgångar, upp till sex gånger. Äggen häftas fast vid stenar, snäckskal och vattenväxter och vaktas av hanen tills de kläcks efter 2 till 3 veckor. Efter lektiden dör i regel hanarna.

## Utbredning
Den svartmunnade smörbultens ursprungliga utbredningsområde är Kaspiska havet, Svarta havet och Azovska sjön. Senare har den spritt sig till stora områden i Europa och Nordamerika.

### Invasiv art
Arten har spritt sig till många områden där den konkurrerar med inhemska arter. Via floder i sitt naturliga utbredningsområde har den nått Belarus, Österrike (2000) och Baltikum (2002). Den är även vanlig i andra delar av Östeuropa, bland annat Polen, något som tros ha underlättats av att deras naturliga fiender där är svaga. I Gdanskbukten dominerar arten kustfiskfaunan. Viss spridning tros även ha skett genom att ägg råkat klibba fast vid fartygsskrov.
Vidare spridning har vanligtvis skett via ballastvatten i fartyg; på så sätt har de nått de Stora sjöarna på gränsen mellan USA och Kanada 1990, där den utgör ett stort problem, och Nederländerna 2004. Från de stora sjöarna har den sedan spritt sig upp i de angränsande flodsystemen. Fisken nådde finska skärgården 2005, och Karlskrona, Blekinge i Sverige sommaren 2008. Fisken påträffades 2010 både i Göteborgs hamn och i Visby hamn. Den bedöms ha hög risk för att vara invasiv i Sverige.